# Raggruppamento operativo speciale
Il raggruppamento operativo speciale (più spesso indicato semplicemente con l'acronimo ROS) è un reparto investigativo dell'Arma dei Carabinieri, l'unico con competenza centralizzata sulla criminalità organizzata e sul terrorismo. Il raggruppamento ha la consistenza di una brigata, inserita ordinativamente nel Comando delle unità mobili e specializzate "Palidoro", mentre dipende funzionalmente direttamente dal Comando generale sotto il profilo tecnico-operativo.

## Storia
Nacque dalle ceneri del Nucleo speciale antiterrorismo creato a Torino  nel 1974 dal generale dei Carabinieri Carlo Alberto dalla Chiesa per contrastare il fenomeno del terrorismo e che dal 1978 aveva aggiunto sedi su tutto il territorio nazionale (Genova, Napoli, Milano, Padova, Bologna, Roma). Terminata l'emergenza terrorismo, uomini e risorse furono dirottati per la lotta alla criminalità organizzata.
Venne istituito formalmente il 3 dicembre 1990 con il decreto legge 13 novembre 1990 n. 324 e successivamente con decreto legge 13 maggio 1991, n.152, convertito dalla legge 12 luglio 1991, venne prevista l'istituzione di "Servizi centrali ed interprovinciali di polizia giudiziaria dell'Arma dei Carabinieri, della Polizia di Stato (Servizio centrale operativo) e della Guardia di Finanza (Servizio centrale di investigazione sulla criminalità organizzata)" al fine di assicurare il collegamento delle attività investigative relative ai delitti di criminalità organizzata.
Operativo dal 1991, nel 1992, all'interno del ROS, fu creata un'unità speciale: il CrimOr, che pochi mesi dopo portò alla cattura del capo di Cosa nostra Totò Riina.
Nel 2001 venne potenziato con 200 effettivi il reparto antiterrorismo, e così il ROS nel 2002 raggiunse i 1 214 componenti. Nel 2012 nasce il reparto Crimini violenti e nel 2015 quello Indagini Telematiche.

## Organizzazione
Il ROS è suddiviso in due strutture: una centrale e una periferica.

### Struttura centrale
La sede centrale è articolata in quattro reparti alle dirette dipendenze del comandante del ROS:
- Reparto Antiterrorismo: deputato al contrasto dell'attività terroristica ed eversiva interna ed internazionale
- Reparto Crimini Violenti: nato il 15 novembre 2011 con scopi puramente investigativi, è articolato in due sezioni, ognuna delle quali composta da 16 effettivi, e sono deputate alle indagini: sui più efferati delitti che destano particolare allarme sociale[5][6]
- Reparto Indagini Tecniche
- Reparto Indagini Telematiche: staccatosi nel 2015 dal Reparto Indagini Tecniche e costituitosi come reparto a sé stante

#### Servizio Centrale di Polizia Giudiziaria
Parte anch'esso della struttura centrale è posto alle dirette dipendenze del vicecomandante del ROS e composto da tre reparti:
- I Reparto Investigativo: che si occupa di criminalità organizzata di tipo mafioso e ricerca di grandi latitanti
- II Reparto Investigativo: deputato al traffico di armi, al narcotraffico, ai sequestri di persona e varie altre materie
- III Reparto Analisi: che si occupa di analisi e ricerca operativa

### Struttura periferica
Territorialmente il ROS è strutturato in:
- Reparti Anticrimine: formati da 10 unità situate a Roma, Milano, Padova, Bologna, Torino, Napoli, Bari, Reggio Calabria, Catanzaro e Palermo
- Sezioni Anticrimine: formate da 16 unità collocate nelle altre sedi delle Procure Distrettuali Antimafia e Antiterrorismo. Le sezioni anticrimine sono direttamente dipendenti dal comandante del raggruppamento e si avvalgono, in termini di supporto specialistico, dei reparti centrali in tutti i settori, dal terrorismo alla criminalità organizzata, ai crimini violenti e alle altre forme di criminalità organizzata[7]
- Nuclei Anticrimine: formati da tre unità situate a Livorno, Foggia e Nuoro

## Personale e attività
Il personale del ROS è estremamente specializzato in indagini di polizia giudiziaria specificamente per i reati di sequestro di persona, lotta alla criminalità organizzata (mafiosa, terroristica o eversiva) e traffico di armi e droga. Esso è costituito solo per un quarto da agenti di polizia giudiziaria, i rimanenti sono tutti ufficiali e sottufficiali dell'Arma che hanno la qualifica di ufficiali di polizia giudiziaria.
Al ROS è anche affidato il compito di supportare informativamente gli altri reparti speciali dell'Arma (Comando carabinieri per la tutela dell'ambiente, Comando carabinieri per la tutela della salute, Comando carabinieri per la tutela del patrimonio culturale e Comando carabinieri antifalsificazione monetaria).
Allo scopo d'incoraggiare la sinergia con i reparti territoriali, il personale del ROS frequenta spesso corsi di aggiornamento professionale con altri militari oltre che conferenze di servizio insieme ai corrispondenti organi centrali della Polizia di Stato (DIGOS), della Guardia di Finanza (GICO) e della Polizia Penitenziaria (NIC).
Fra gli strumenti di indagine utilizzati dal ROS vi è anche l'infiltrazione nelle bande criminali attuata soprattutto nei settori dei sequestri, del riciclaggio e reimpiego dei proventi illeciti e nel traffico di stupefacenti, armi, munizioni ed esplosivi.

## Operazioni

### Arresti latitanti eccellenti
- Salvatore Riina, arrestato il 15 gennaio 1993 a Palermo, capo di "Cosa Nostra", latitante da 24 anni.[9]
- Giuseppe Morabito, detto "u tiradrittu" arrestato il 18 febbraio 2004 in Aspromonte latitante da 12 anni, considerato l'esponente più importante della 'Ndrangheta.[9]
- Paolo Di Lauro, arrestato il 16 settembre 2005 a Napoli, latitante da 3 anni, protagonista della nota faida di Scampia.[9]
- Pasquale Condello detto il supremo, arrestato il 18 febbraio 2008 a Reggio Calabria, latitante da 18 anni.[10]
- Gerlandino Messina, arrestato il 23 ottobre 2010 a Favara (AG) latitante da 12 anni, capo di "Cosa Nostra" della provincia di Agrigento.[9]
- Matteo Messina Denaro, arrestato il 16 gennaio 2023 a Palermo (PA) latitante da 29 anni.[11]

### Contrasto alla criminalità organizzata, alla corruzione, e al narcotraffico
- Indagine "Ghiaccio", conclusa nel dicembre 2002 con l'esecuzione di un provvedimento cautelare nei confronti di 44 affiliati al mandamento palermitano di Brancaccio, articolazione di Cosa Nostra già diretta dai fratelli detenuti Filippo e Giuseppe Graviano, esponenti di vertice dello schieramento "corleonese". L'indagine consentiva di ricostruire le strategie “militari” ed economiche di “Cosa Nostra” e i molteplici rapporti con esponenti di altre famiglie mafiose e con qualificati ambienti amministrativi e professionali del capoluogo, volti a condizionare scelte elettorali, concorsi ed appalti.[12]
- Indagine "Decollo", conclusa nel gennaio 2004 con l'arresto di 112 affiliati alle cosche ‘ndranghetiste Mancuso di Limbadi (VV) e Pesce di Rosarno (RC), facenti parte di un'articolata struttura criminale capace di movimentare ingentissimi quantitativi di cocaina tra il Sud America (Colombia e Venezuela), l'Europa (Italia, Francia, Spagna, Paesi Bassi e Germania), l’Africa (Togo) e l’Australia, riciclandone i proventi con le più diversificate tecniche.[12]
- Indagine "Dionisio/Iblis" sviluppatasi tra il 2002 e 2010 che ha portato all'arresto, in due fasi, di 133 affiliati a "Cosa Nostra" della provincia di Catania. La complessiva manovra investigativa ha fatto emergere gli interessi mafiosi negli appalti pubblici, le infiltrazioni nella pubblica amministrazione, la capillare attività estorsiva sul territorio, le dinamiche conflittuali interne all’organizzazione con la scoperta degli autori di 5 omicidi.[12]
- Indagine "Il Crimine", conclusa unitamente al Comando Provinciale Carabinieri di Reggio Calabria nel luglio 2010 con l'arresto di 261 affiliati alle cosche della 'ndrangheta di Reggio Calabria, che ha delineato l’evoluzione dell’organizzazione mafiosa, svelando la costituzione di un inedito organismo di vertice, denominato Provincia, cui fanno capo anche le molteplici articolazioni extraregionali, nazionali ed estere, strutturate secondo il modello della "colonizzazione".[13]
- Indagine "Mondo di mezzo", ha portato tra il dicembre 2014 e il maggio 2015 all’esecuzione di 81 provvedimenti cautelari, per la collusione tra funzionari della pubblica amministrazione e diverse società e aziende riconducibili all'ex N.A.R. Massimo Carminati e a Salvatore Buzzi, nella città di Roma.[12]
- Indagine "Mandamento", conclusa nel luglio 2017 con il fermo di 116 indagati per associazione mafiosa e altri delitti, tutti ritenuti organici alle cosche della 'ndrangheta del mandamento Jonico di Reggio Calabria.[14]
- Indagine "Stige", conclusa nel gennaio 2018 che ha portato all'arresto di 171 soggetti, documentando gli assetti gerarchici interni e le condotte criminali del sodalizio di Cirò nel crotonese, con le relative alleanze con le altre articolazioni di matrice, che aveva esteso i propri interessi nel Nord Italia e in Germania.[15]
- Indagine "Rinascita Scott", conclusa nel dicembre 2019 con l'arresto di 334 soggetti indagati per associazione di tipo mafioso e altri reati e che ha disarticolato gran parte della 'ndrangheta vibonese, facente capo alla cosca “Mancuso” di Limbadi (VV).[16]
- Indagine "Perfido".[17][18]Il 15 ottobre del 2020, un'operazione della Procura della Repubblica - DDA di Trento in collaborazione con la DDA di Reggio Calabria, scaturita dall'indagine dei carabinieri nel ROS, ha scoperto una Locale della 'Ndrangheta operativa in Trentino, propalazione della cosca della 'Ndrina Serraino di Cardeto (Reggio Calabria). Tra gli esponenti di spicco, tratti in arresto in seguito all'ordinanza di custodia cautelare, emerge Antonio Serraino, detto “Nino”, figlio del defunto Domenico Serraino detto “Mico”[19] nonché nipote del defunto Serraino Francesco[20] alias “il boss della montagna”. L'uomo viene arrestato come reggente dell’omonima cosca di ‘Ndrangheta. L'indagine ha coinvolto il presidente del Tribunale di Trento, Guglielmo Avolio[21] trasferito d'ufficio dal Consiglio Superiore della Magistratura per incompatibilità con l'ufficio di assegnazione.
- Cattura di Matteo Messina Denaro. Il 16 gennaio 2023 il latitante di Cosa Nostra viene arrestato dai Carabinieri del ROS, con la collaborazione degli uomini del GIS mentre si trovava in una clinica privata a Palermo.[22]

### Contrasto al fenomeno eversivo e terroristico
- Indagine "Pontelungo", conclusa nel 1996 con l'arresto di 21 componenti, ritenuti i promotori, gli organizzatori e i partecipanti ad un’associazione diretta a sovvertire gli ordinamenti economici e sociali dello Stato. L’indagine, iniziata nel 1994, ha documentato l’esistenza di un'associazione sovversiva denominata Organizzazione Rivoluzionaria Anarchica Insurrezionalista - ORAI responsabile di aver compiuto rapine ai danni di istituti di credito e sequestri di persona, oltre che attiva nella propaganda, nel proselitismo e nel sostegno logistico di latitanti ed anarchici detenuti.[23]
- Indagine "Moskea", conclusa nel 1995 e incentrata su un gruppo di algerini gravitanti in Italia e componenti di una rete internazionale di supporto alle organizzazioni terroristiche integraliste (Fronte Islamico di Salvezza F.I.S. – Gruppo Islamico Algerino G.I.A. – Esercito Islamico di Salvezza A.I.S.). L'indagine che ha portato all’arresto del leader del gruppo, ha rivelato le modalità di procacciamento, occultamento e trasporto (per vie diversificate e tramite vettori sperimentati), delle armi necessarie ai gruppi armati clandestini algerini operanti in Europa.[23]
- Indagine "Bazar", conclusa nel 2005 con l'arresto a Milano di un gruppo di integralisti tunisini per associazione sovversiva con finalità di terrorismo internazionale e favoreggiamento dell’immigrazione clandestina, oltre che lo smantellamento di due cellule terroristiche, era dedita a reati in materia di immigrazione clandestina, ricettazione e contraffazione di documenti d’identità, operando in correlazione con un gruppo Salafita a sua volta in diretto collegamento con una rete di analoghi ed affini gruppi attivi in alcuni Stati europei (Germania, Inghilterra, Spagna, Belgio e Francia) ed extraeuropei (Algeria, Pakistan, Afghanistan e Tunisia).[23]
- Cattura di Scrocco Rose Ann, conclusa il 16 gennaio 2006 con l'arresto nei Paesi Bassi e la successiva estradizione in Italia di Scrocco Rose Ann, nome di battaglia "Lucia", militante anarco –insurrezionalista inserita nell'elenco dei cosiddetti "30 grandi latitanti" e irreperibile dal 1991. La donna era stata condannata nel 1996 per il sequestro di persona e l'omicidio di Mirella Silocchi, oltre che ritenuta colpevole di associazione terroristica e banda armata, in quanto appartenente all'organizzazione sovversiva denominata Organizzazione Rivoluzionaria Anarchica Insurrezionalista - ORAI.[23]
- Indagine "Jweb", conclusa nel 2015 dopo 4 anni di indagine e incentrata su cittadini curdo iracheni attivi sulla piattaforma internet nello svolgimento di diffusione di materiale dal contenuto jihadista di Al Qaida. L'indagine, portava all'arresto di 17 indagati, di cui 7 localizzati in Italia e gli altri 10 in Inghilterra, Norvegia, Finlandia e Svizzera, ha disvelato l'esistenza di un'organizzazione terroristica transnazionale denominata Rawti Shax, facente capo al Mullah Krekar con vertice in Norvegia e cellule operative in Europa e Medio Oriente e avente l'obiettivo di creare un Califfato islamico in Kurdistan. Contestualmente è stata individuata una cellula terroristica islamista attiva sulla rete nella pubblicazione di materiale di propaganda jihadista, oltre che sull'utilizzo di armi e sostanze chimiche per compiere azioni violente in Europa e nei Paesi musulmani apostati.[23]

## Procedimenti giudiziari
Alcuni dei suoi vertici sono stati sottoposti a indagini e/o procedimenti giudiziari:

### Processo Ganzer
Il 12 luglio del 2010 il capo del Ros, il generale Giampaolo Ganzer, e altri 13 carabinieri sono stati condannati in primo grado a pene varie fino a 18 anni di reclusione. Ganzer è stato condannato a 14 anni. Le condanne si riferiscono a singoli episodi commessi nel corso di alcune importanti operazioni antidroga compiute «sotto copertura» dal Ros («Cobra» del 1994 e «Cedro 1» del 1995). In secondo grado, la prima sezione della Corte di Appello di Milano ha confermato la condanna all'ex generale, riducendo però la pena a 4 anni e 11 mesi di reclusione. 
Nel gennaio 2016 la terza sezione penale della Cassazione ha riqualificato i fatti imputati al generale come di lieve entità, e pertanto è scattata la prescrizione.

### Processo Subranni
Nel 2013 su richiesta della Procura di Palermo, in riferimento all'indagine sulla trattativa Stato-mafia degli anni 1992/93, il Gip ha rinviato a giudizio il generale Antonio Subranni e altri 9 indagati, accusati di "concorso esterno in associazione mafiosa" e "violenza o minaccia a corpo politico dello Stato". Viene condannato nell'aprile 2018 in primo grado a dodici anni per violenza o minaccia a corpo politico dello Stato. Il 23 settembre 2021 la Corte d'assise d'appello di Palermo l'ha assolto insieme agli ex ufficiali del Ros Mario Mori e Giuseppe De Donno.

### Procedimenti su Mori
Per l'attività al ROS il generale Mario Mori subisce un processo per favoreggiamento per ritardata perquisizione del covo di Totò Riina, da cui viene assolto nel 2006. Viene anche assolto nel 2013 nel processo per l'accusa di aver favorito la latitanza di Bernardo Provenzano nel 1995.
È invece rinviato a giudizio nel 2013 insieme a Subranni nel processo sulla trattativa Stato-mafia. Viene condannato in primo grado nell'aprile 2018 a dodici anni.
Il 23 settembre 2021 la Corte d'assise d'appello di Palermo lo ha assolto, insieme agli ex ufficiali del Ros accusati di minaccia a Corpo politico dello Stato, Antonio Subranni e Giuseppe De Donno.

## Vertici
- Comandante (generale di brigata/divisione)
  - Vice Comandante (colonnello)
  - Ufficio comando

### Comandanti
Dal 31 ottobre 2023 il comandante è il generale di brigata Vincenzo Molinese.
- Antonio Subranni (1990 - 1993)
- Mario Nunzella (1993 - 1998)
- Mario Mori (1998 - 1999)
- Sabato Palazzo (1999 - 2002)
- Giampaolo Ganzer (2002 - 2012)
- Mario Parente (2012 - 2015)
- Giuseppe Governale (2015 - 2017)
- Pasquale Angelosanto (2017 - 2023)
- Vincenzo Molinese (2023 - attuale)